# 국제 경찰
국제 경찰은 세계의 패권을 추구하거나 주장하는 국가를 뜻하는 비공식 용어이다. 그것은 첫 번째로 영국 제국과 1945년 이래로 2차 세계 대전에서 승리한 4명의정치인 중 가장 영향력 있는 인물로 사용되었다.
최근 들어 중국이 항로를 보호하고, 해외 근로자들을 보호하고,'초강대국 대열에 끼어들기' 위해 이 역할을 떠맡을지도 모른다는 추측이 나돌았다. 파이낸셜 타임즈에 따르면 서구는 이것을 위협이 아니라 기회로 보아야 한다고 한다.

## 국제법
이 위치에 대한 공식적인 인식이 없습니다. 이론적으로, 국제 법에서는 모든 국가가 평등하다. 평등 사이의 권한이 없는 '국회 내의 액면'은 적용되는 원칙이다. 실제로, 국제 법은 분권화되고, 규제되지 않고, 시행할 수 없고, 불확실하고, 빈번하게 깨진다. 주는 '불멸의 '이며 기소될 수 없다.

## 국가 치안과의 비교
주 내에서는 법이 권력을 제한하고 제한한다. 주 사이에서는 그 반대가 사실이다.
치안 유지의 펠리오는 범죄를 예방하고, 평화를 유지하고, 법을 준수하며, 대중의 동의를 얻고, 공정하게 행동하고, 사법권을 빼앗지 않는 것을 원칙으로 한다. 후자의 표준은 무죄 추정을 요구한다. 경찰관 채용과 승진 후보자들은 공적에 따라 지명되는 반면, '세계적인 경찰관'은 스스로 임명한 자질의 소유자다.
주 내에서는 폭력이 독점적으로 보편적으로 사용되고 있다.경찰이 무기를 소지하고 있는 경우는 많지 않지만, 다른 사람들이 그렇게 하는 경우도 드물다.
자신이 이해하는 바에 '국제 경찰'의 역할을 부여하는 것은, 확대 상태는 이해관계의 충돌을 의미한다. 국가들은 최대 병력으로 전쟁을 치르고, 무기 판매에 참여하고, 동맹을 맺고, 따라서 공정성이 부족하다.

## 역사
비교적 평화로운 1815년부터 1914년까지는 팍스 브리타니아로 알려지게 되었다. 영국은 1827년에 프랑스와 러시아와 공동으로 서 아프리카 스쿼드론을 통해 노예 무역을 통제하기 위해 노력했고 이로 인해 나바리노 전투에서 터키 함대가 파괴되었다. 1881년, 영국은 프랑스와 공동으로, 러시아가 오스만 제국을 파괴하지 못하게 했다. 러시아는 몰다비아와 월라키아에서 철수해야 했고 세바스토폴은 크림 전쟁에 포위당했다.
1914년부터 1945년까지 어느 한주도 패권주의적이지 않았다. 다극화와 확산되는 책임의 시대에 파시스트 독재자들이 부상하자 유럽은 두 번의 세계 대전에 빠져들었다. 리처드 J 에반스에 따르면, 그 당시 민주주의 영국에 대한 권위주의적 독일의 도전은 현재 중국의 민주주의 미국에 대한 권위주의적 도전에 비교할 수 있는 것이다.

1947년 트루먼 독트린은 반공 동맹국들을 지원하겠다고 약속했다. '중립의 권리는 폐지되었다. 이것은 냉전이 종식된 이래로 '적은 테러 공산주의가 아니다'라고 말해 왔다. 그러나 1993년 소말리아에서 처참하게 개입한 후에 미국은 보스니아와 르완다에 대한 인도 주의적인 개입에 관여하는 것을 꺼려했다.
미국이 주도하는 이라크 침공은 표면상 대량 살상 무기를 찾기 위한 치안 임무로 미국의 지역 기지와 석유 공급, 주요 동맹국들의 충성도를 확보하기 위한 필요성 등 자체적인 동기를 위한 불법 은폐한 것이었다.

그 이후로 이라크, 리비아, 시리아에서 미국의 해외 개입과 불안정의 타당성에 대한 심각한 의심이 제기되어 왔다. 미국인들은 미국 영토에서 그들 자신의 법 외에 다른 국가들이 미군의 규칙 즉 이중 잣대에 복종하기를 기대한다.
무인 비행기를 사용하는 것은 파키스탄과 아프가니스탄에서 테러리스트들을 공격하는 것은 무죄 추정에 반하는 것이다. 제네바 협정에서 면제된 CIA는 '실험이나 조사도 없이 입증되지 않은 범죄로 사람들을 죽음으로 비밀리에 판결하고 있다.'알 카에다는 국가가 아니기 때문에 전투원을 죽이는 것을 허용하는 '전쟁 법'은 주가 아니다.

## 같이 보기
- 4명의 경찰관
- 패권
- 국제법
- 비동맹 운동
- 팍스 브리타니카
- 극 (국제 관계)
- 권력정치
- 보호책임
- 투키디데스의 함정
- 세계 평화
- 세계정부